# Riosucio
Riosucio – miasto w Kolumbii, w departamencie Caldas.